# Farul Tinsdal
Farul Tinsdal este un far amplasat pe malul râului Elba, într-o regiune din vestul cartierului Rissen⁠(d) al orașului Hamburg, numită Tinsdal⁠(d). Din 1900 formează, împreună cu farul Wittenbergen (amplasat la o distanță de aprox. 800 m amonte), sistemul de lumini direcționale⁠(d) Wittenbergen-Tinsdal.
Din 1899 până în 1960, a făcut parte și din sistemul Billerbek-Tinsdal. Farul Billerbek⁠(d), care se afla lângă vechea fabrică de pulbere la 730 m aval de farul Tinsdal, a fost desființat în 1960.
Farul cu înălțimea de 42 m este amplasat la altitudinea de 14 m deasupra nivelului mării. La 17 iunie 1927, lanterna cu kerosen a fost înlocuită cu una cu GPL. În același an turnul a fost vopsit în dungi albe și roșii – culorile clasice ale farurilor germane. Farul a fost electrificat în 1966 și din 1979 este controlat de la distanță. În 1988, sursa de lumină a fost schimbată din nou, de această dată fiind instalate două lanterne (2 x 60 W) cu o bătaie luminoasă de 16 mile marine.
La 31 martie 2004 farul a fost declarat monument și a fost luat sub protecție.
La 1 iulie 2021, Deutsche Post AG a emis un timbru poștal cu valoare nominală de 60 de eurocenți din seria „Faruri”, care ilustrează farul Tinsdal. Schița a fost executată de firma de design grafic Rogger din Biberach.